# Parupeneus forsskali
Parupeneus forsskali är en fiskart som först beskrevs av Pierre Fourmanoir och Guézé, 1976.  Parupeneus forsskali ingår i släktet Parupeneus och familjen mullefiskar. Inga underarter finns listade i Catalogue of Life.